# Choi Yoon-hee
Choi Yoon-hee (* 9. Juni 1953) ist ein Admiral der südkoreanischen Marine und ihr 29. Stabschef. Vom 16. Oktober 2013 bis 7. Oktober 2015 war er 38. Vorsitzender des Generalstabs der gesamten südkoreanischen Streitkräfte.

## Lebenslauf
- 1996–1998: Sekretär des Präsidenten für Verteidigung[1]
- 1998–1999: Kommandant auf der ROKS Kyong Buk (FF 956)
- 2000–2003: Assistierender Stabschef (N-3) der Republik Korea Flottenkommando (ROKFLT)
- 2004–2005: Kommandeur der 5. Flottille
- 2005: Kommandeur der Midshipmen Cruise Training Group
- 2005–2006: Vizesuperintendent der Marineakademie
- 2006–2008: Stellvertretender Stabschef der Marine für Personal
- 2008–2010: Superintendent der Marineakademie
- 2010–2011: Stellvertretender Marinestabschef
- 2011–2013: Marinestabschef[1]
- 2013–2015: Vorsitzender des Generalstabs[2]